# Arbetarpartiet (Sverige)
Arbetarpartiet är ett svenskt politiskt parti med säte i Umeå. Partiet ger ut tidningen Veckans Nyheter som bevakar nationella och internationella händelser samt de lokala flygbladen Umebladet och Uppsalabladet. Dess ungdomsförbund heter Socialistisk Ungdom.

## Historia och målsättning
Arbetarpartiet bildades 2010, genom att stora delar av Västerbottens-distriktet av Rättvisepartiet Socialisterna bröt sig ur det tidigare moderpartiet. Partiets ideologiska rötter finns i den grupp socialdemokratiska studenter vid Umeå universitet som fanns runt tidningen Offensiv. Under perioden efter bildandet i mars 2010 gick organisationen under flera namn, och gick till val under beteckningen Rättvisepartiet Socialisterna - Enhetslista för jobb, mot nedskärningar. Den 8 februari 2011 antog organisationen namnet Arbetarpartiet. 
Partiet betecknar sig självt som socialistiskt och demokratiskt. I sitt handlingsprogram anger partiet att det strävar efter att bygga upp en "framtidens arbetarrörelse". Partiet anser att staten utgör ett "nödvändigt ont" och betonar behovet av att styra produktionen via en "blandekonomi".

## Kommunpolitik
I Umeå kommunfullmäktige har partiet arbetat med frågor som rör vård, skola och omsorg inom vilka partiet vill se en ökad personaltäthet. Partiet har även agerat i frågan om att bekämpa hedersförtrycket.
I valet 2010 lyfte Arbetarpartiet att det behövs en satsning på grön industriell produktion. Något partiet ställde i kontrast mot Umeå kommuns satsning på att bli Europas Kulturhuvudstad år 2014. Partiet har fortsatt att profilera sig i frågan även under senare år. 
Inför kommunvalet i Umeå 2014 arbetade partiet mot vad de beskrev som "skrytprojekt" där Kulturväven och bygget av äventyrsbadet Navet i centrala Umeå stod i centrum för kritiken.
Inför kommunvalen 2018 och 2022 varnade partiet för vad det ansåg vara växande ekonomiska problem i Umeå kommun.

## Valresultat
Arbetarpartiet är registrerade för val under valbeteckningen "Demokratiska Sekulära Socialister Arbetarpartiet". Partiet fick 2 995 röster (3,50 %) i Umeå kommunval 2022 och blev invalda i Umeå kommunfullmäktige med två mandat. Partiet ställde även upp i valet till Region Västerbotten, men lyckades inte ta sig över 3 %-spärren. Arbetarpartiet ställde inte upp i riksdagsvalet 2022.
Partiets representanter har varit invalda i Umeå kommunfullmäktige sedan 1991, under olika valbeteckningar. Inför valet 2018 infördes en 3 %-spärr i Umeå kommun, vilket av många kritiker tolkades som ett försök att genom att eliminera ArP och Feministiskt Initiativ underlätta majoriteter under kommande mandatperiod. ArP stärkte emellertid sitt väljarstöd och behöll med 3,58 % av rösterna sina två mandat.
| År              | Procent | Mandat   | Röster (Datan i tabellen gäller Umeå kommun)                                       |
| från våren 2010 | 3,99 %  | 3 mandat | 2 747 (som Rättvisepartiet Socialisterna)                                          |
| 2010            | 2,38 %  | 1 mandat | 1 772 (som Rättvisepartiet Socialisterna enhetslista för jobb - mot nedskärningar) |
| 2014            | 2,73 %  | 2 mandat | 2 177 (som Arbetarpartiet tidigare Rättvisepartiet Offensiv)                       |
| 2018            | 3,58 %  | 2 mandat | 3 027 (som Arbetarpartiet tidigare Rättvisepartiet Offensiv)                       |
| 2022            | 3,50 %  | 2 mandat | 2 995 (som Demokratiska Sekulära Socialister Arbetarpartiet)                       |